# 萨罗尼科斯
萨罗尼科斯（希臘語：Σαρωνικός）是希腊阿提卡大區东阿提卡专区的市镇，行政中心为卡利维亚索里库。市镇面积为139.099平方公里，2021年人口数量为30,047人。
此市镇设立于2011年地方政府改革中，由原五个市镇合并而成，原市镇则成为此市镇的五个市区。